# Mariä-Himmelfahrt-Kirche (Kłodzko)

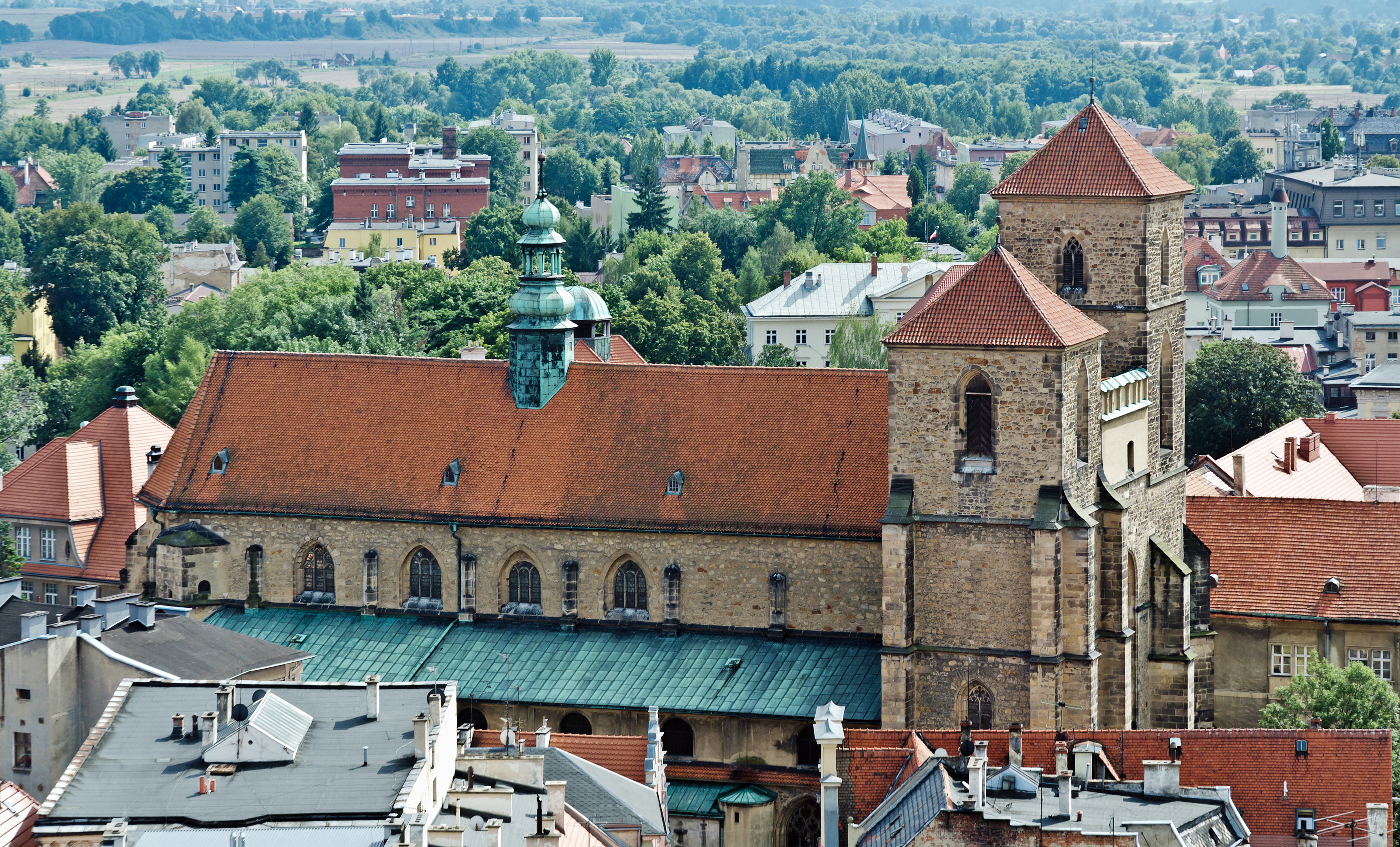
Kłodzko, Mariä-Himmelfahrt-Kirche von Norden

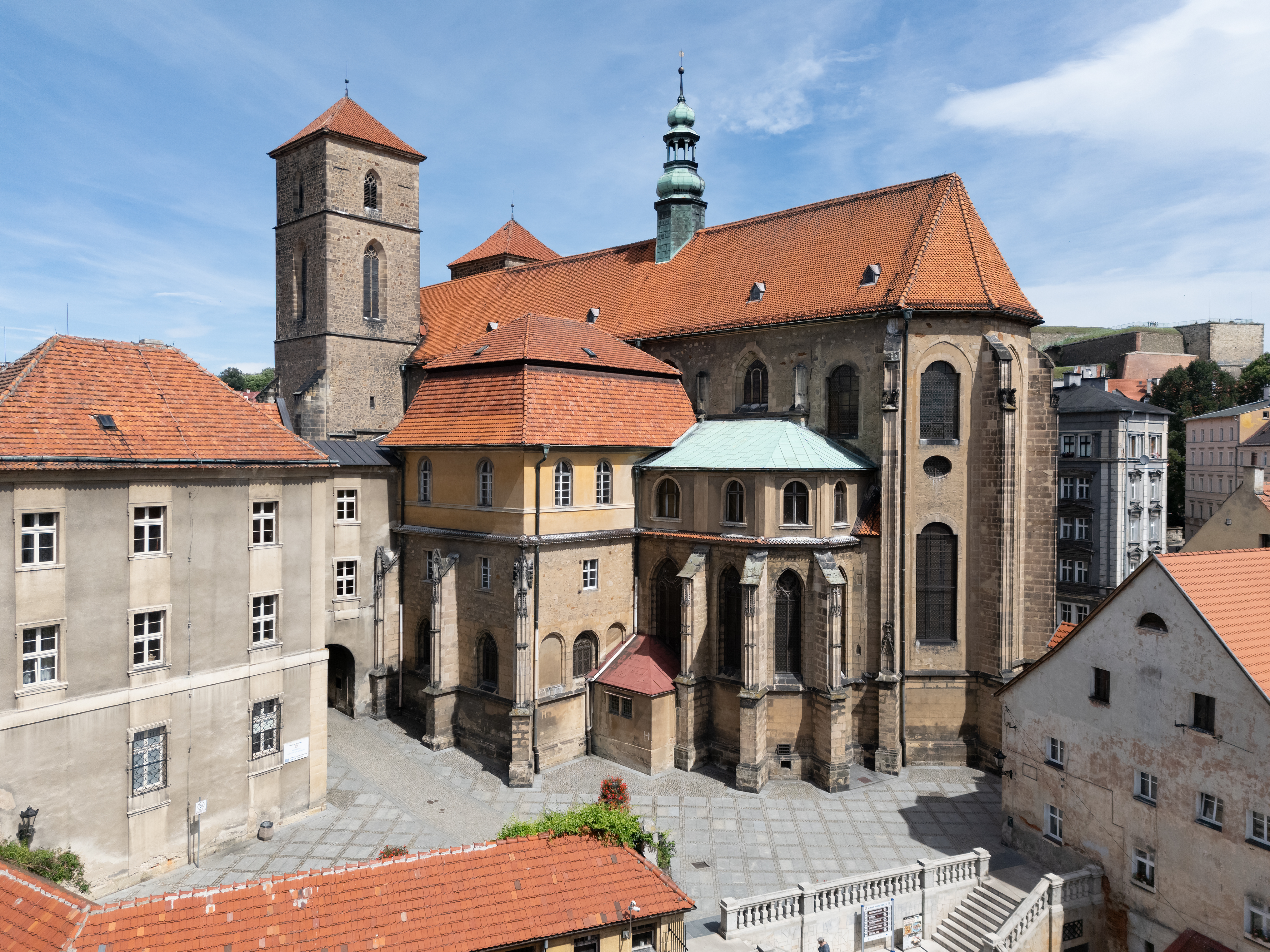
Kłodzko, Mariä-Himmelfahrt-Kirche

Die Kirche Mariä Himmelfahrt (polnisch Kościół Wniebowzięcia Najświętszej Maryi Panny) in Kłodzko (deutsch Glatz) im Powiat Kłodzki (Glatz) in der Woiwodschaft Niederschlesien in Polen ist eine römisch-katholische Pfarrkirche mit dem Patrozinium Mariä Himmelfahrt. Im Jahre 2016 wurde sie in den Rang einer Stiftskirche erhoben.
Die Kirche ist eine Stätte  von hoher künstlerischer Bedeutung. Sie ist „die herausragendste Manifestation des frühen und späten Barocks in dieser Region in Bezug auf Kirchenschmuck und Innenausstattung“.
Die Kirche gehörte zusammen mit dem Glatzer Land bzw. ab 1459 der Grafschaft Glatz von Anfang an zum Erzbistum Prag. Sie wurde auch als „Dekanatskirche“ bezeichnet, weil sie Sitz eines Dekanats war. Auch nach dem Übergang an Preußen 1742/1763 und an Polen infolge des Zweiten Weltkriegs 1945 blieben die Kirchen des Glatzer Landes weiterhin mit dem Erzbistum Prag verbunden. Erst 1972 wurden sie dem Erzbistum Breslau und 2004 dem neu gebildeten Bistum Świdnica (Schweidnitz) eingegliedert.

## Geschichte
Es ist nicht bekannt, wann die erste Glatzer Pfarrkirche, die aus Holz bestand, erbaut worden war. Sie ist vermutlich aus einer Marienkapelle hervorgegangen, die 1194 den Johannitern, die auch als Malteser bezeichnet wurden, übertragen wurde. Um das Jahr 1243 übertrug der böhmische König Ottokar II. Přemysl der Glatzer Johanniterkommende das Patronat und die Seelsorge der Glatzer Pfarrkirche „Mariä Himmelfahrt“ sowie deren Güter und Einkünfte. 1295 erteilten zwei Erzbischöfe und zehn Bischöfe mit einem in Rom ausgefertigten Brief bestimmte Ablässe denjenigen, die die Glatzer Pfarrkirche andächtig besuchen und etwas zu ihrem Unterhalt beitragen. 1291 schenkte König Wenzel II. einen Zehnt aus dem Kammergut „Choritowe“ zum Unterhalt der Glatzer Pfarrkirche. König Johann von Luxemburg bestätigte diese Schenkung in „Choritaw“ am 5. Juli 1319 in Nürnberg. 1364 wurde der erste Prager Erzbischof Ernst von Pardubitz entsprechend seinem Testament in der Glatzer Pfarrkirche beigesetzt, in der er als Schüler der Johanniter-Lateinschule eine Marienerscheinung gehabt haben soll. Zugleich hinterließ er mit einem Vermächtnis einen großen Geldbetrag, mit dem anstelle der Holzkirche eine Kirche aus Stein gebaut werden sollte. Mit dem Bau wurde Ende des 14. Jahrhunderts begonnen. Die Bauleitung oblag der Prager Bauhütte, deren Leiter damals Peter Parler war. Der erste Bauabschnitt wurde um 1430 abgeschlossen. 1454 erwarb der spätere böhmische König Georg von Podiebrad das Glatzer Land. Er war Stammvater der Herzöge von Münsterberg und erhob 1459 das Glatzer Land zur Grafschaft. 1462 begann der podiebradsche Baumeister Hans Straßberg mit dem Bau des südlichen Turmes. Aus dieser Zeit stammt auch das spätgotische Südportal, über dem sich ein Tympanon mit der Darstellung Schweißtuch der Veronika befindet. Als 1467 Papst Paul II. über Georg von Podiebrad und die Stadt Glatz ein Interdikt verhängte, waren gottesdienstliche Handlungen verboten. Der Bann wurde erst 1473 – zwei Jahre nach Georgs Tod – aufgehoben.

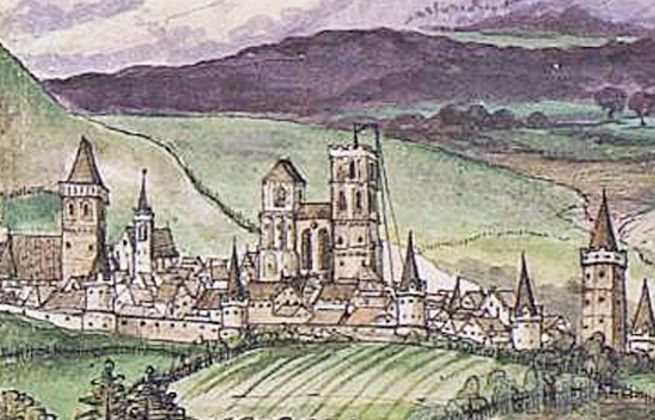
Die Kirche mit Baukran 1536

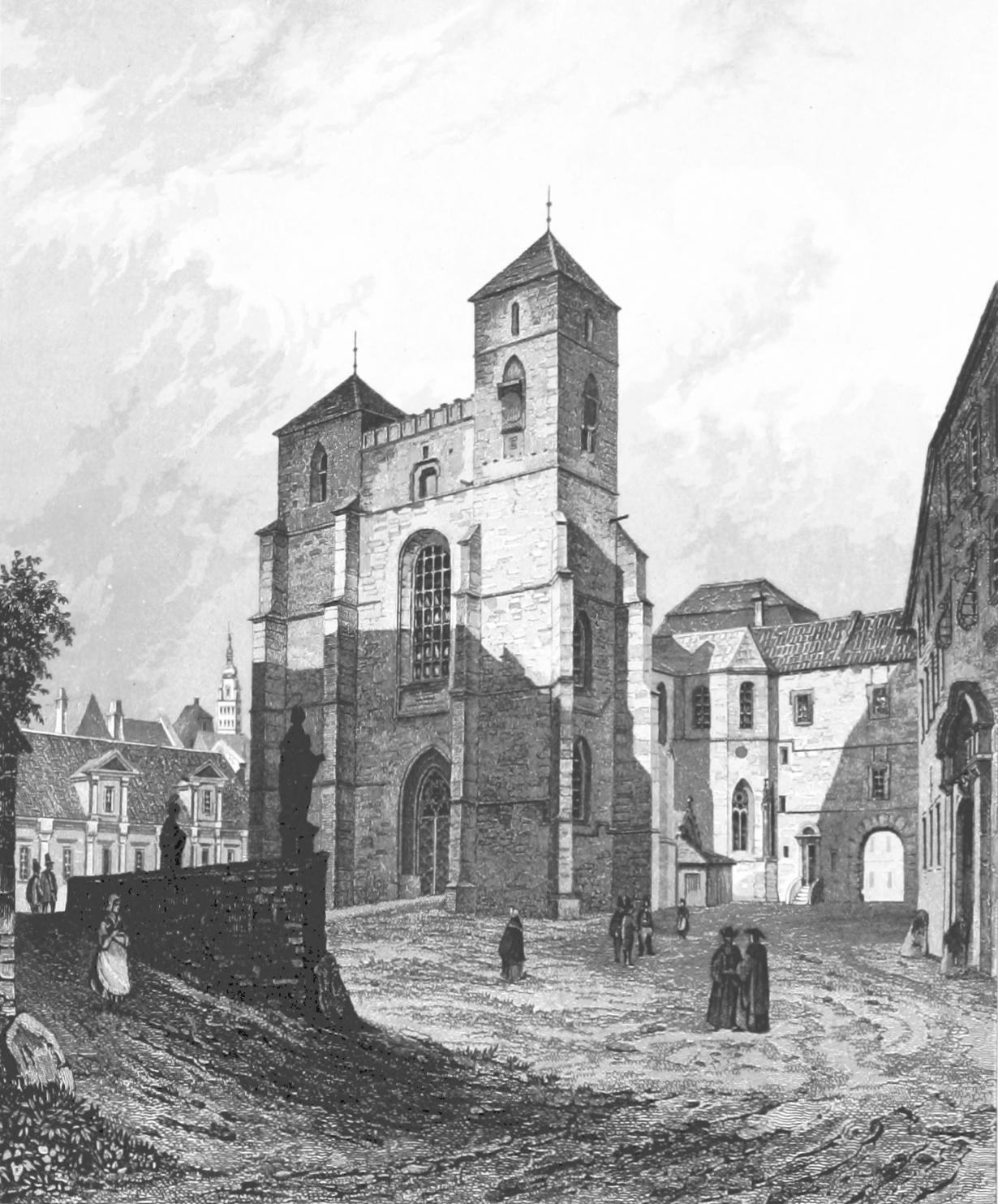
Die Kirche um 1850

Weiteren Baumaßnahmen wurden während der Regierungszeit des ersten Grafen von Glatz Heinrich d. Ä., einem Sohn des Georg von Podiebrad, durchgeführt. Die Bauleitung oblag weiterhin dem Baumeister Hans Straßberg. 1487 wurde mit dem Bau des nördlichen Kirchturms begonnen, dessen Fenster im spätgotischen Stil gestaltet wurden und die Wappen der Herrscherfamilie Podiebrad zeigen. Den Grundstein für den Nordturm legte der damals elfjährige Herzog Karl I., ein Sohn des Herzogs Heinrich d. Ä. Im gleichen Jahr kamen drei Geistliche zu Tode, als es zu einem Gewölbeeinsturz der drei westlichen Joche des nördlichen Seitenschiffs kam. Trotzdem wurde dieser Bauabschnitt fortgeführt und 1490 mit der Anbringung des Schlusssteins beendet.
1512 wurde der Chor zwischen den beiden Türmen auf Kosten des damaligen Glatzer Pfandherrn Ulrich von Hardegg erbaut, dessen Wappen sich am Chorbogen befindet. Er stiftete auch den Taufstein, der ebenfalls mit seinem Wappen verziert war. Das spätgotische Netzgewölbe wurde um 1550 geschaffen.
Während der Reformation gelangte die Kirche an nichtkatholische Glaubensrichtungen (Schwenckfelder, Lutheraner, Täufer). Die katholischen Gottesdienste durften während dieser Zeit durch die Johanniter nur zu bestimmten Zeiten in der Jakobskapelle im südlichen Kirchenschiff gehalten werden. Der Glatzer Pfandherr Ernst von Bayern, der erst ab 1556 in Glatz residierte, setzte sich intensiv für die Rekatholisierung ein, starb jedoch schon zwei Jahre später.
Nach dem Ständeaufstand von 1618 und dem Sieg der Kaiserlichen 1622 beauftragte der böhmische Landesherr Ferdinand II. die Glatzer Jesuiten mit der Rekatholisierung des Landes. Zugleich übertrug er ihnen die Verwaltung und das Kirchenpatronat über die Pfarrkirche. Erst am 19. März 1623 wurden Kirche und Kirchhof im Auftrag des Prager Administrators Johann Žák durch den Breslauer Weihbischof Martin Kohlsdorf zum katholischen Gottesdienst wieder eingeweiht. Ab dem Ende des 17. Jahrhunderts wurde die Kirche durch die Jesuiten im Stil des Barock umgestaltet. Damals wurden die Seitenschiffe erhöht, wodurch das Mittelschiff offene Emporen erhielt. Nach dem Übergang der Grafschaft Glatz an Preußen 1742/1763 und der Aufhebung des Jesuitenordens im Jahre 1776 stand die Kirche unter der Schirmherrschaft des Königlich-preußischen Schulamts.

## Lage und Architektur
Die Kirche steht auf dem leicht nach Osten abfallenden Kirchplatz (Plac kościelny) im Südteil der Altstadt, die sich auf einem flachen Bergsporn über der Neißeaue erhebt. Der Platz diente ehemals als Friedhof. Außer über Altstadtstraßen erreicht man den Kirchplatz über einen sanft ansteigenden Fußweg mit einer Treppenanlage, die vormals „Arnestusstiege“ hieß.

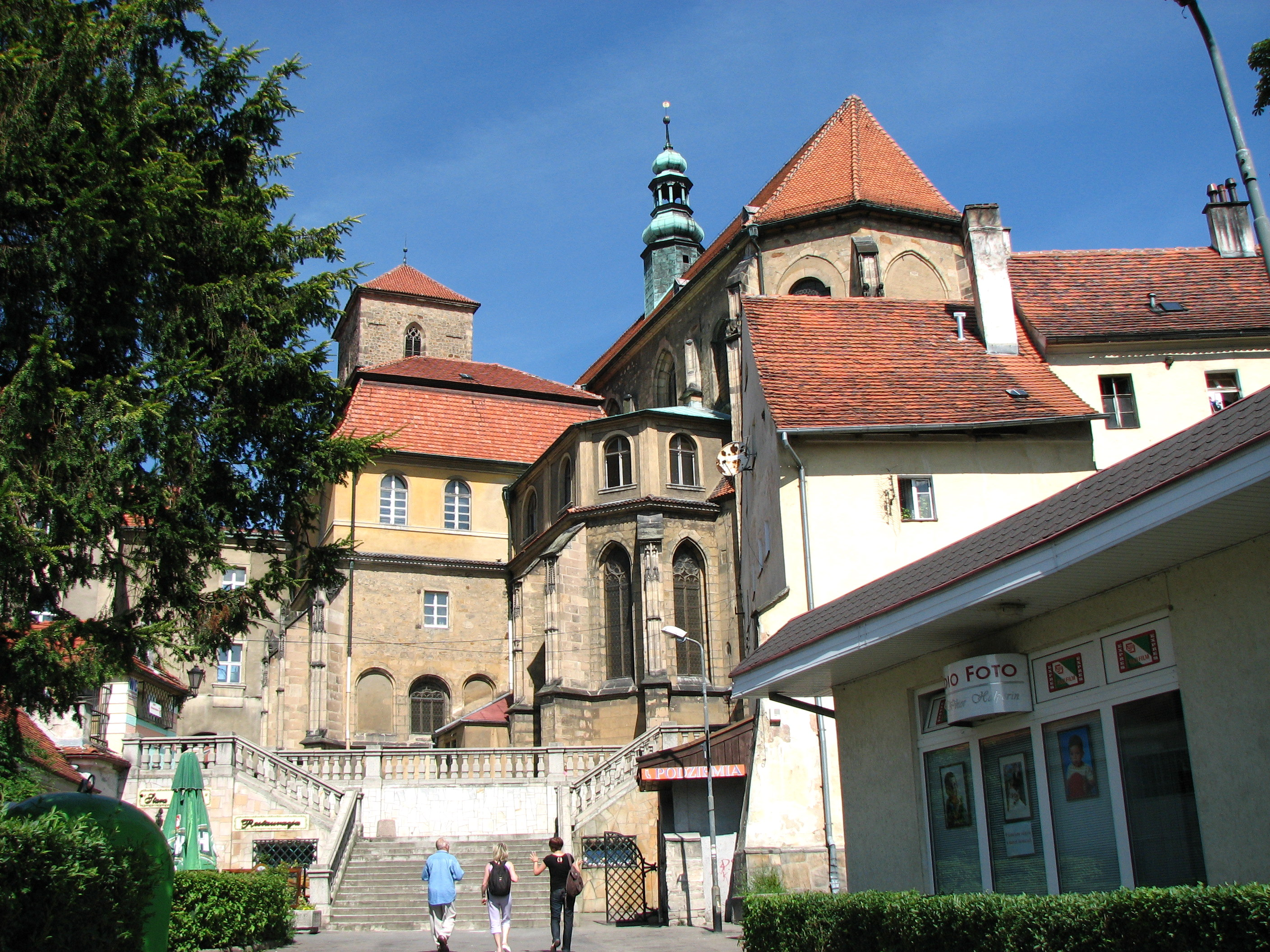
Zugang von Osten mit der Arnestusstiege
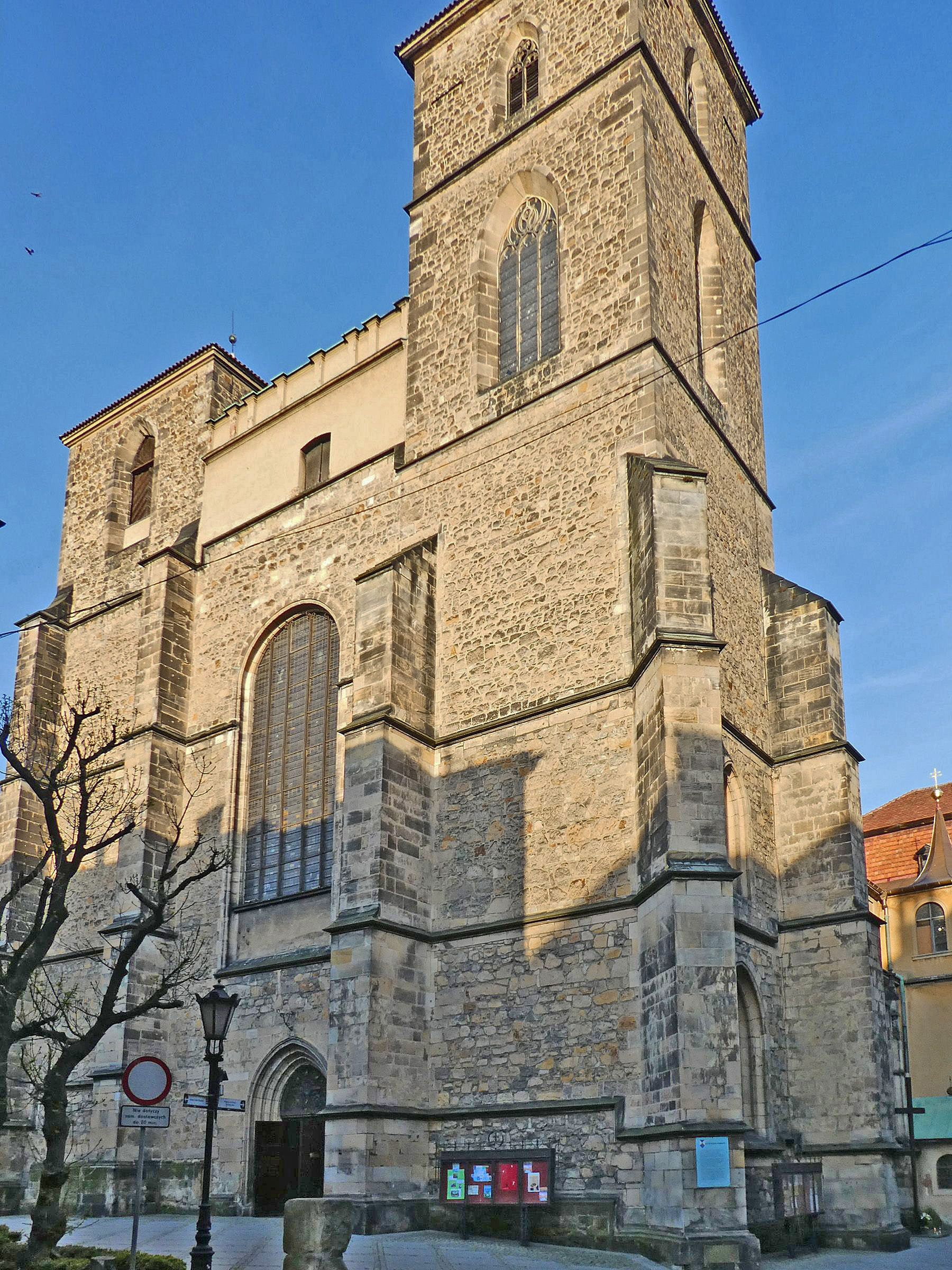
Die Westseite
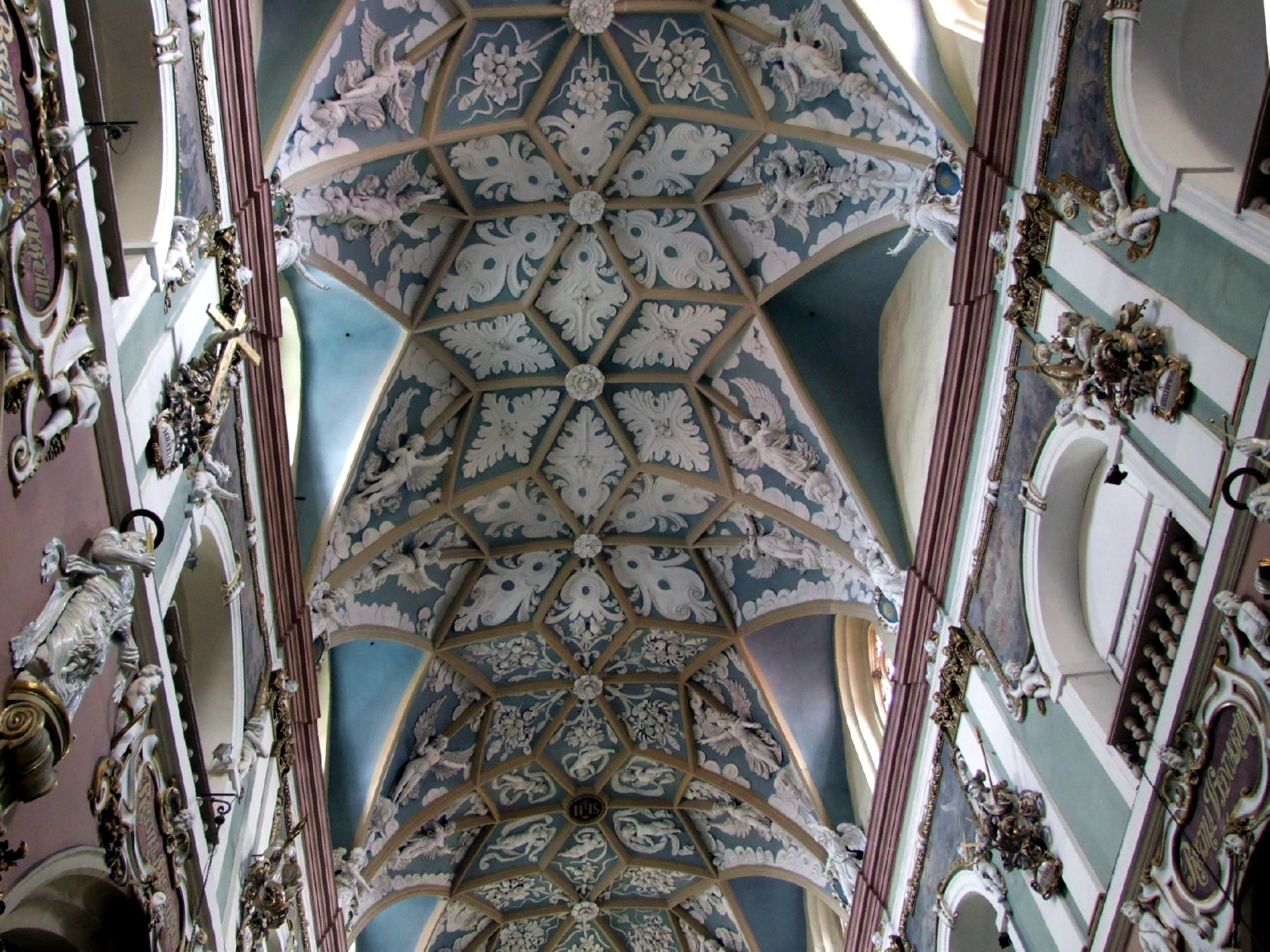
Netzgewölbe im Hauptschiff

Die überwiegend aus Feldsteinen errichtete Kirche ist eine spätgotische dreischiffige Emporenbasilika, das heißt, ihre niedrigen Seitenschiffe haben ein Emporenstockwerk, über welchem erst die Obergadenfenster des Hauptschiffes folgen. Die Gesamtlänge des Bauwerks beträgt 60 Meter, die sich im Inneren auf sieben Joche verteilen, und seine Breite 26 Meter. Es weist keine strenge Ostung auf, seine Längsachse weicht um 31 Grad von der Ostrichtung nach Süden ab.
Das Mittelschiff ist etwa fünf Meter länger als die Seitenschiffe, und alle haben einen Fünfachtelschluss. Im Chorbereich des Mittelschiffs sind die gotischen Spitzbogenfenster, der barocken Innenausstattung angepasst, durch Korbbogenfenster ersetzt. Den gesamten Baukörper umgeben über 20 getreppte gotische Strebepfeiler. Das Hauptschiff hat ein ziegelgedecktes Walmdach und die Seitenschiffe kupfergedeckte Schleppdächer. Das Mittelschiff trägt einen barocken Dachreiter mit Haube und Laterne.
An der Westseite stehen zwei aus unterschiedlichen Bauzeiten stammende, in die Gebäudebreite integrierte, unterschiedlich hohe quadratische Türme mit Pyramidendächern. Der niedrigere ältere Nordturm heißt auch Schwarzer Turm, der südliche Weißer Turm. Zwischen ihnen befindet sich über dem Hauptportal ein großes Korbbogenfenster, durch das im Inneren der Orgelprospekt geteilt wird. Das  Netzgewölbe des Mittelschiffes geht im Chorbereich in eine Kuppel über. Die Seitenschiffe haben Kreuzgewölbe.
An der Südseite der Kirche befinden sich Sakristeianbauten und zwischen diesen und dem Südportal die Jakobskapelle. Der Zugang auf der Nordseite erfolgt durch die Ölbergkapelle und das Nordportal. Neben der Ölbergvorhalle befindet sich auf dieser Seite eine zweite, außerhalb der Kirchenschiffe liegende Kapelle, die Totenkapelle.

## Ausstattung

### Altäre
Im Chor des Hauptschiffs steht der mit vier Säulen gestaltete Hauptaltar, der 1728/1729 nach einem Entwurf des Tiroler Architekten und Malers Christoph Tausch und mit Schnitzwerken des aus Bamberg stammenden Bildhauers Johann Albrecht Siegwitz ausgeführt wurde. Zentralteil des Altars ist die in der Ädikula unter einem Baldachin stehende und von einem Strahlenkranz umgebene Muttergottesfigur von etwa 1475. Nach drei runden Fenstern folgt als oberer Abschluss Gottvater in den Wolken mit dem Heiligen Geist als Taube und darüber ein Kreuz, das von Engeln gehalten wird. Die zwei Meter hohen Marmorstatuen des hl. Josef und Johannes des Täufers flankieren den Altar.

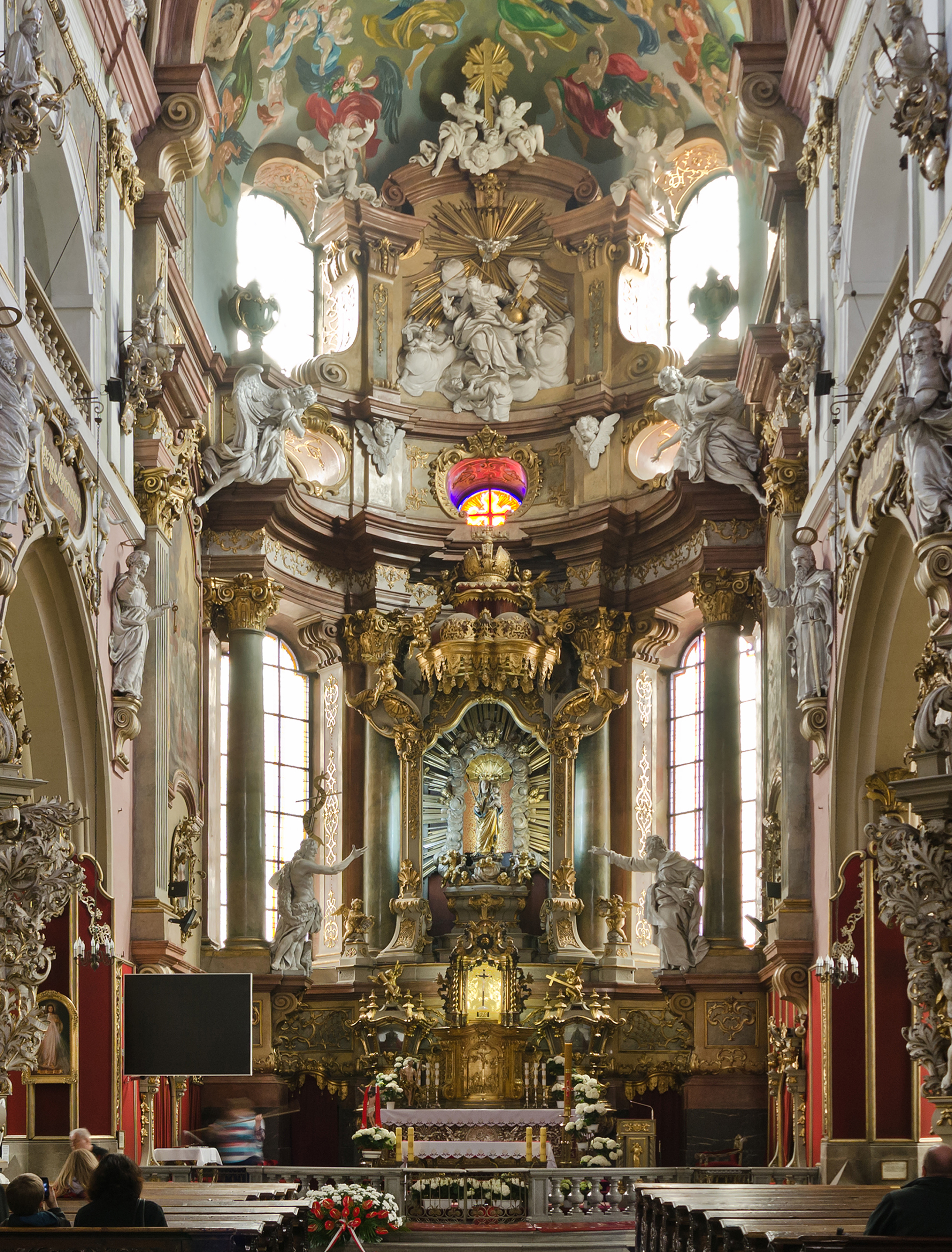
Hauptaltar
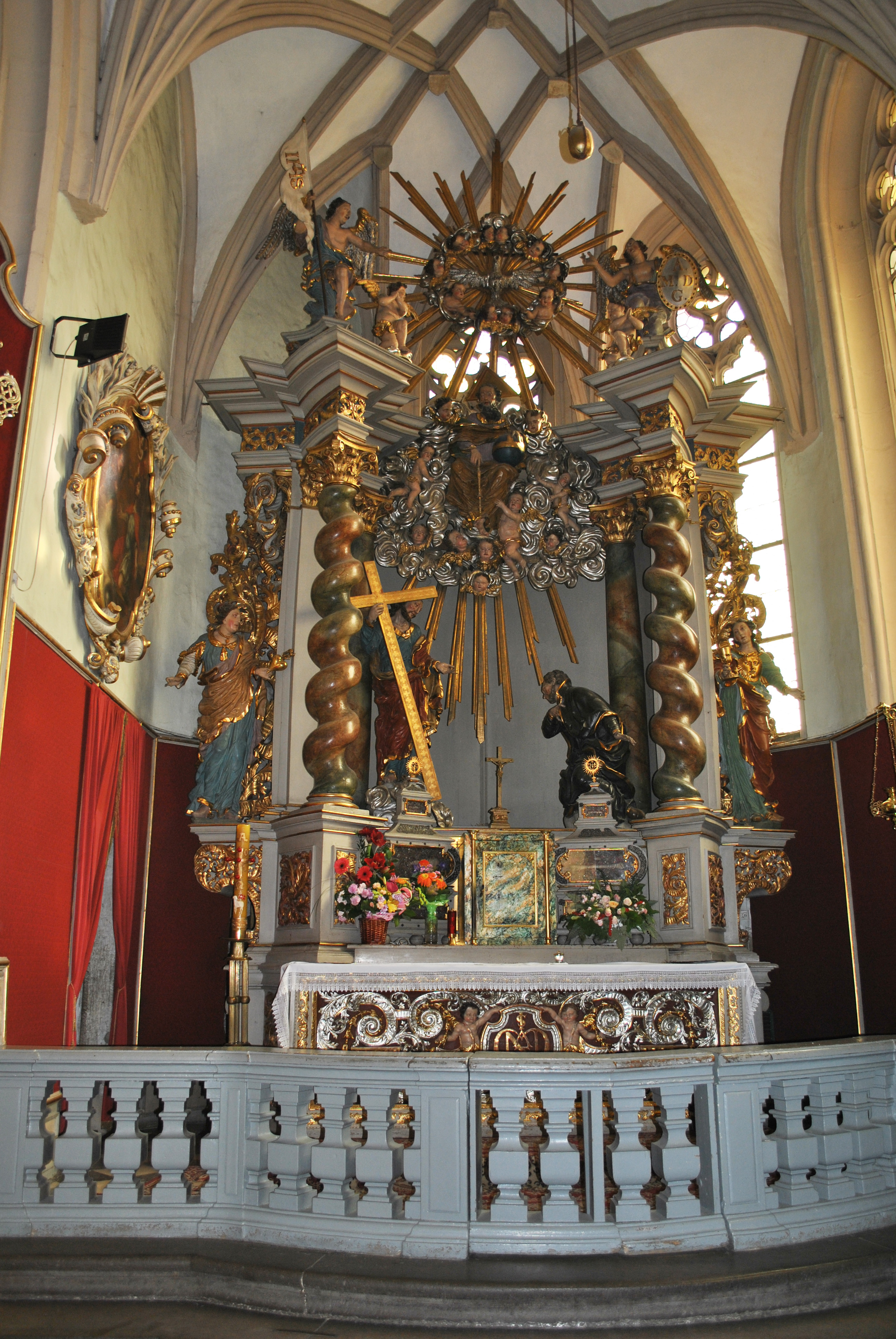
Ignatius-von-Loyola-Altar
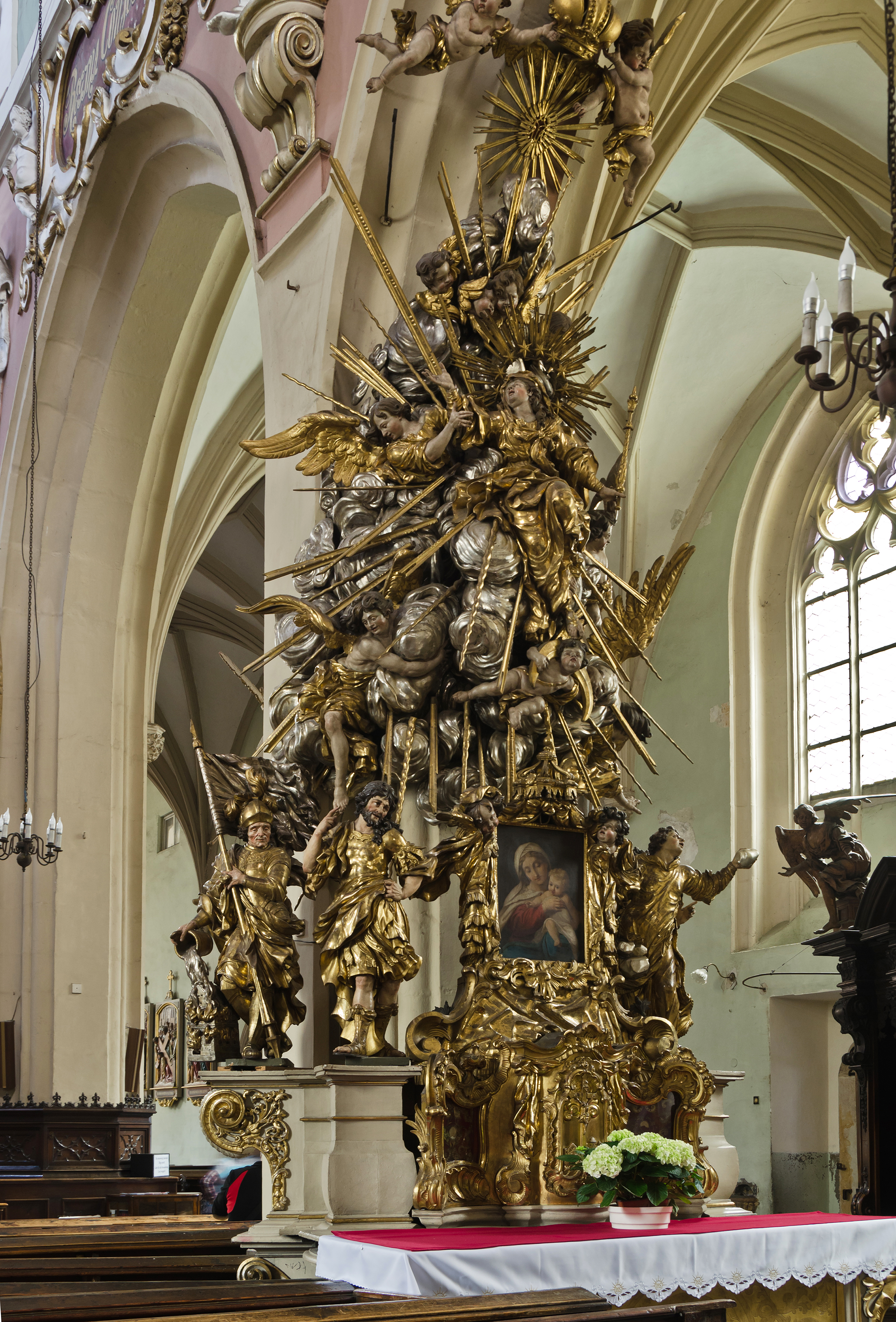
Maria-Himmelfahrt-Altar

Die Altäre in den beiden Seitenschiffen sind Heiligen des Jesuitenordens gewidmet: im nördlichen dem hl. Franz Xaver und im südlichen dem hl. Ignatius von Loyola. Diesen Altar schuf 1712/1713 der Bildhauer Michael Kössler.
Von den weiteren sechs Altären der Kirche ist der Mariä-Himmelfahrt-Altar von Michael Klahr d. Ä. von 1725 der beeindruckendste. Über einem kleinen Marienbild strebt zwischen Strahlen, Wolken, Putten und Engeln die Figur der Maria dem Himmel zu, wo eine Krone auf sie wartet, die von zwei Engeln gehalten wird.
Widmungen weiterer Altäre – jeweils mit entsprechenden Themenbildern ausgestattet – sind: hl. Barbara, hl. Anna (mit einem Bild Anna Selbdritt), Mariä Heimsuchung und hl. Aloisius. Letzterer wurde wegen einer Marienstatue vormals auch Maria Immaculata genannt. Ein weiterer Altar enthält eine Kreuzigungsszene, flankiert von Heiligenfiguren und Todessymbolen.

### Weiteres
Der Stifter des Kirchenbaus, Erzbischof Ernst von Pardubitz, wurde in der vormaligen Holzkirche beigesetzt. Seine Tumba vom Ende des 14. Jahrhunderts besteht aus rotem Marmor mit einer darauf liegenden Skulptur aus weißem Kalkstein. 1870 schuf der aus dem Hultschiner Ländchen stammende klassizistische Bildhauer Johannes Janda eine weiße Marmorstatue, die den kniend betenden Bischof zeigt.
Die Kanzel stammt von Michael Klahr d. Ä., die er im Alter von 24 Jahren schuf und die die Verbreitung des Wortes Gottes symbolisiert. Die Basis bildet die Figur des hl. Paulus mit einem Buch, den Kanzelkorb die vier lateinischen Kirchenväter Hieronymus, Augustinus, Gregor und Ambrosius. Auf dem Schalldeckel sind die Symbole der vier Evangelisten dargestellt sowie die Verklärung Christi auf dem Berg Tabor. Auch die Schnitzereien der Beichtstühle fertigte Michael Klahr d. Ä.
Die Madonna mit dem Spatz, die ihren Namen von dem Vogel auf dem Knie des Jesuskindes hat, steht in der Jakobskapelle. Sie war ursprünglich für die 1622 zerstörte Propsteikirche des Glatzer Augustiner-Chorherrenstifts geschaffen worden und wird Peter Parler zugeschrieben. In der Kapelle sind spätgotische Fresken erhalten geblieben.
In der schmalen Ölbergkapelle vor dem Nordportal befinden sich lebensgroße Schnitzwerke von etwa 1520. Sie zeigen eine Ölbergszene mit betendem Jesus und schlafenden Jüngern und  ein Relief von Judas mit den Häschern vor der Gefangennahme Jesu.
Die Kirche besitzt einen Satz von fünf spätmittelalterlichen Glocken. Die größte von 1499 mit einem Gewicht von 4400 kg hängt im Schwarzen Turm,  die übrigen vier im Weißen Turm, wobei die älteste aus dem Jahr 1459 stammt. Alle sind mit Inschriften, Figuren und Wappen geschmückt.
Neben der Kirche befindet sich der bis heute erhaltene Tordurchgang zum ehemaligen Pfarrfriedhof. Er wurde 1703 im Auftrag der Jesuiten errichtet. Auf der Bekrönung steht links die Statue des hl. Franz Xaver, der ein Kreuz in der Hand hält. In der Mitte wird der Gründer des Jesuitenordens, der hl. Ignatius von Loyola, dargestellt, mit dem jesuitischen Regelbuch in der Hand. Rechts steht die Statue des Jesuitenheiligen Franz de Borja.

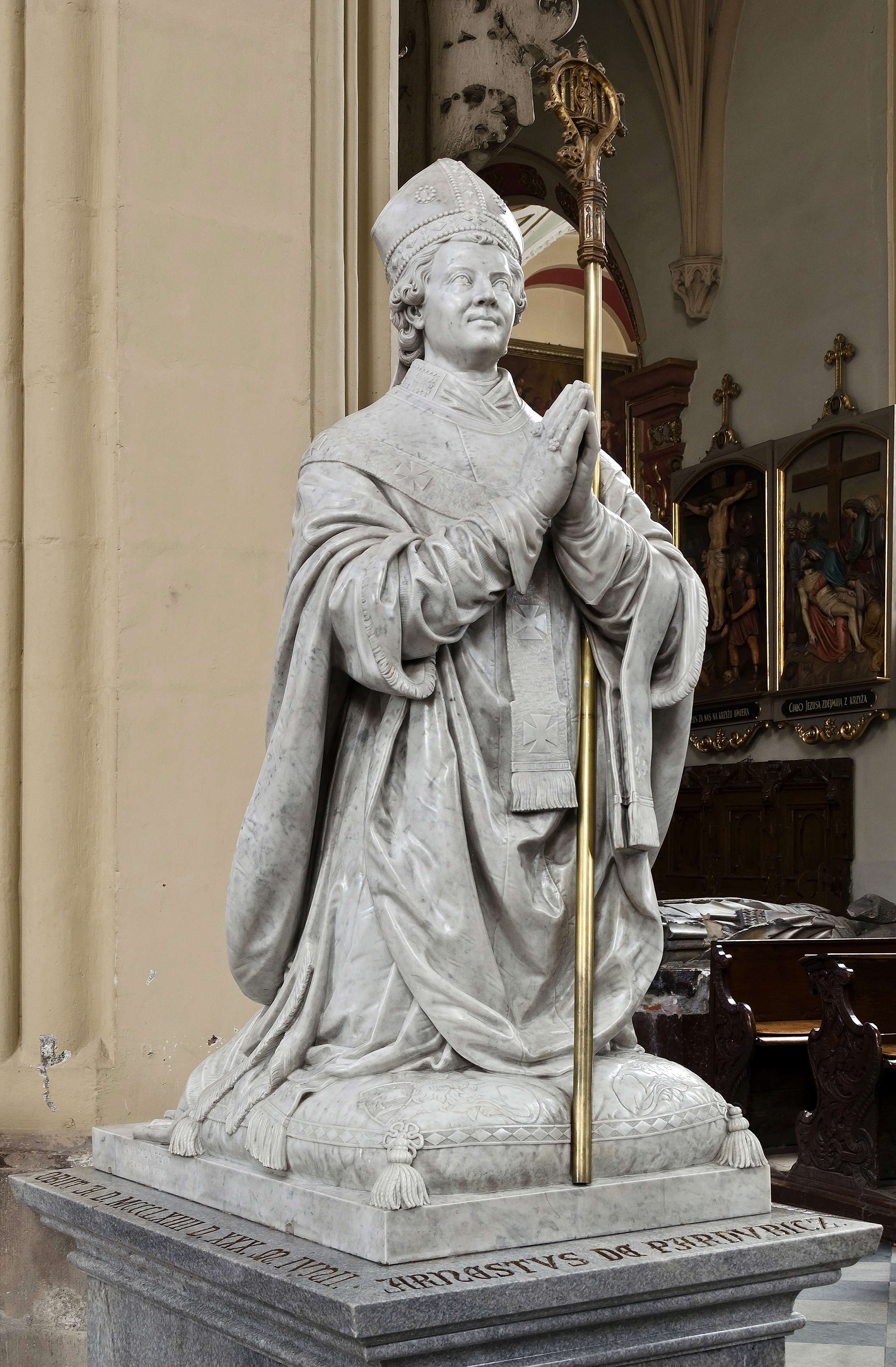
Statue Ernst von Pardubitz
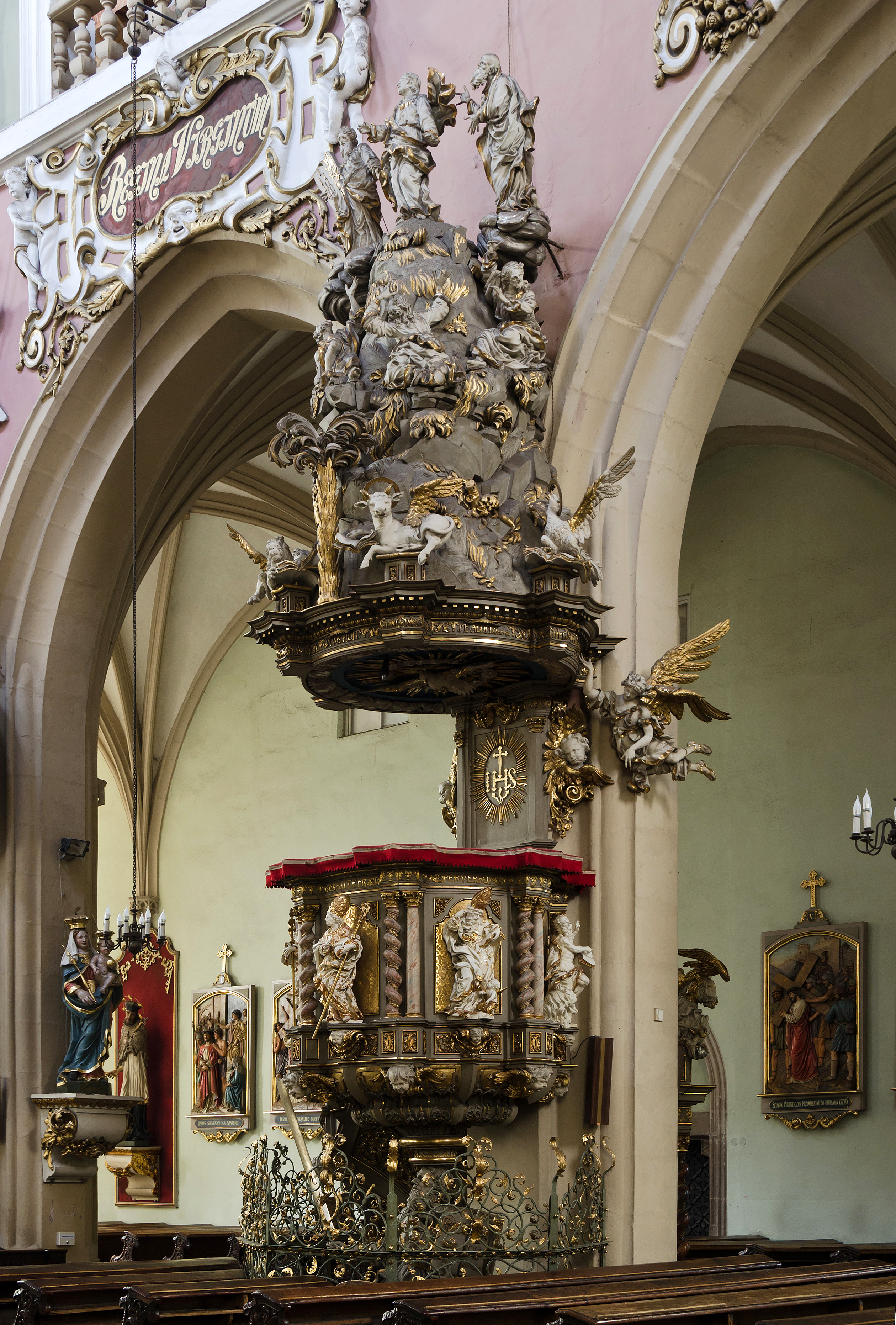
Kanzel
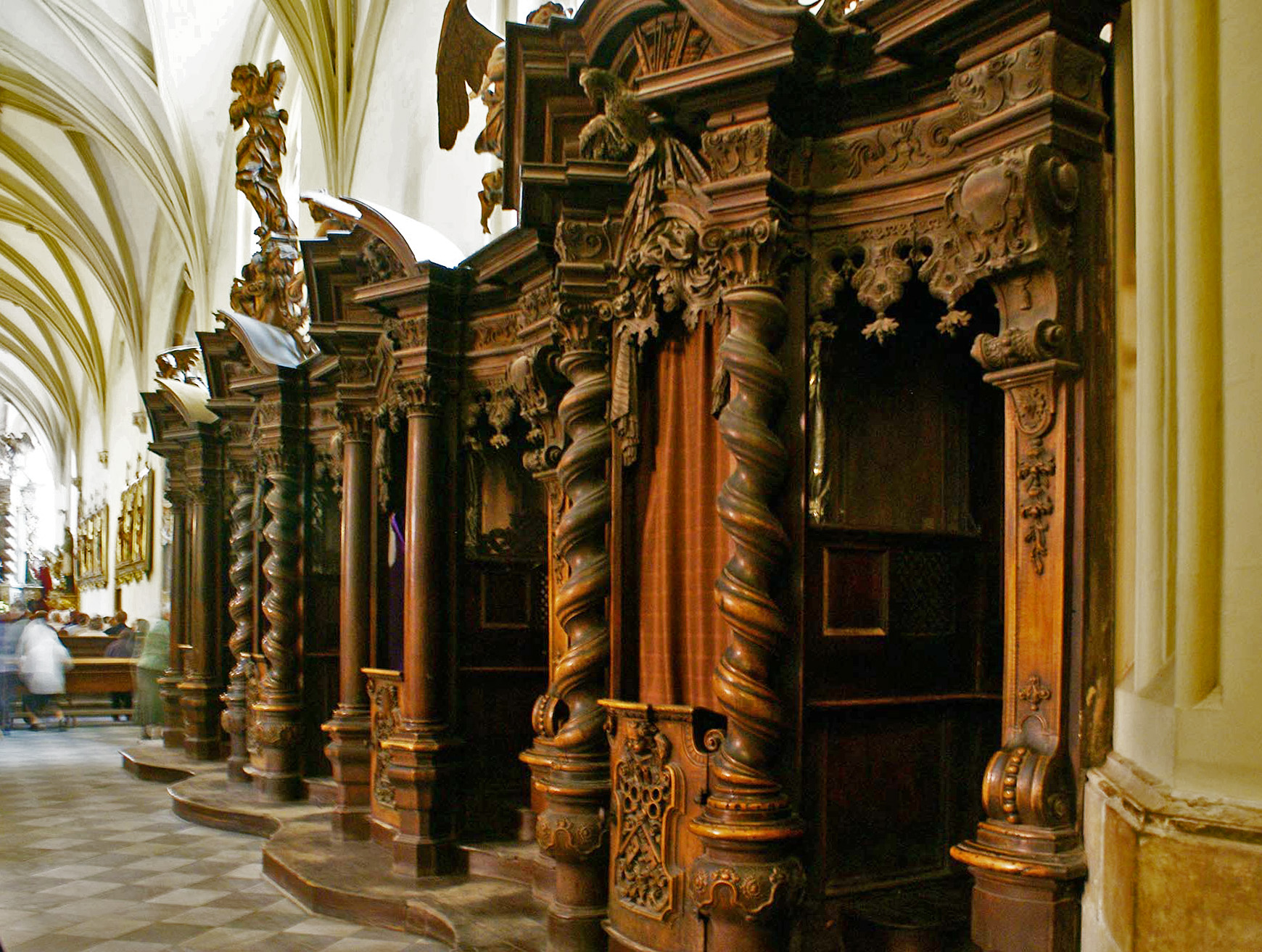
Beichtstühle
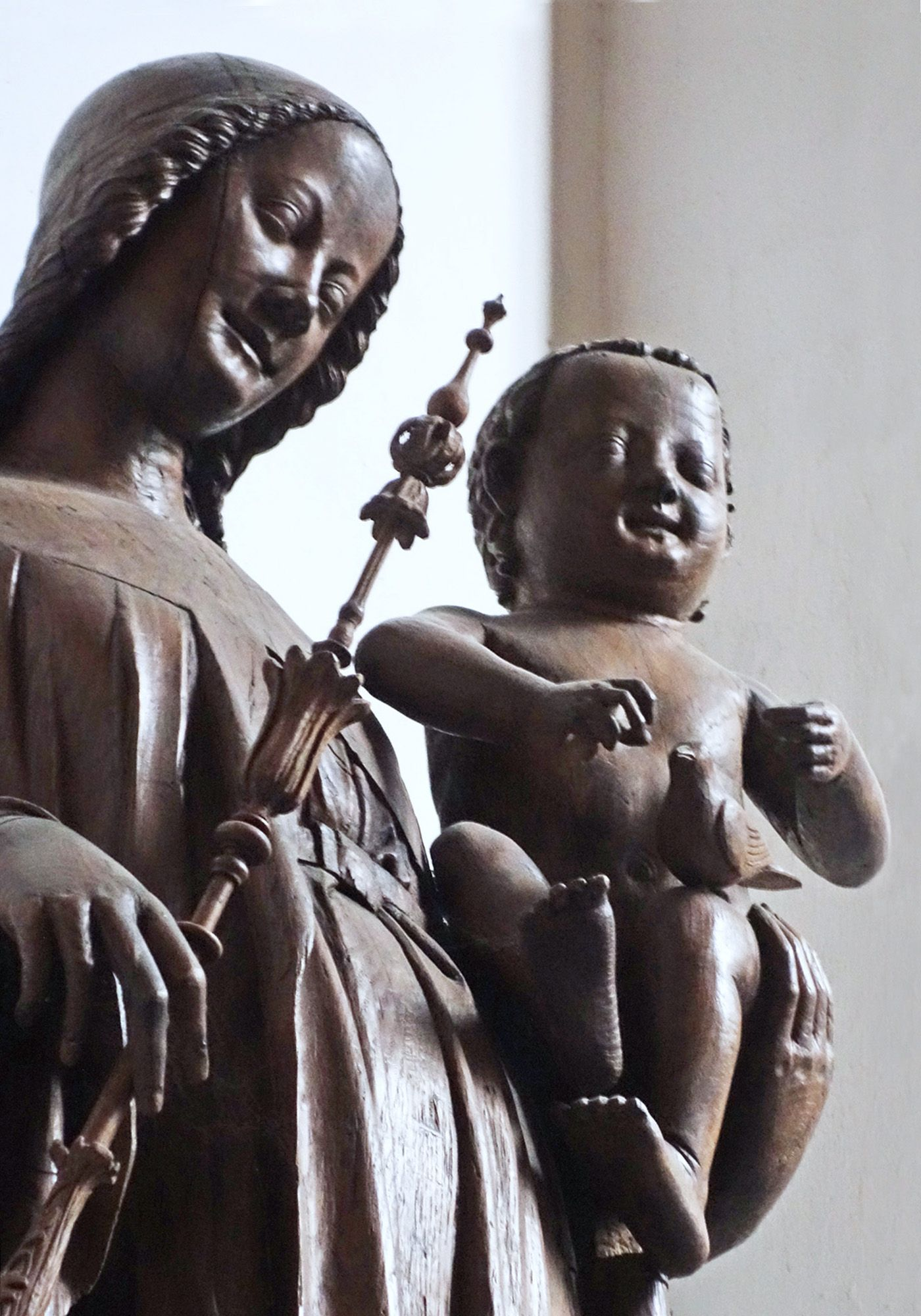
Madonna mit dem Spatz
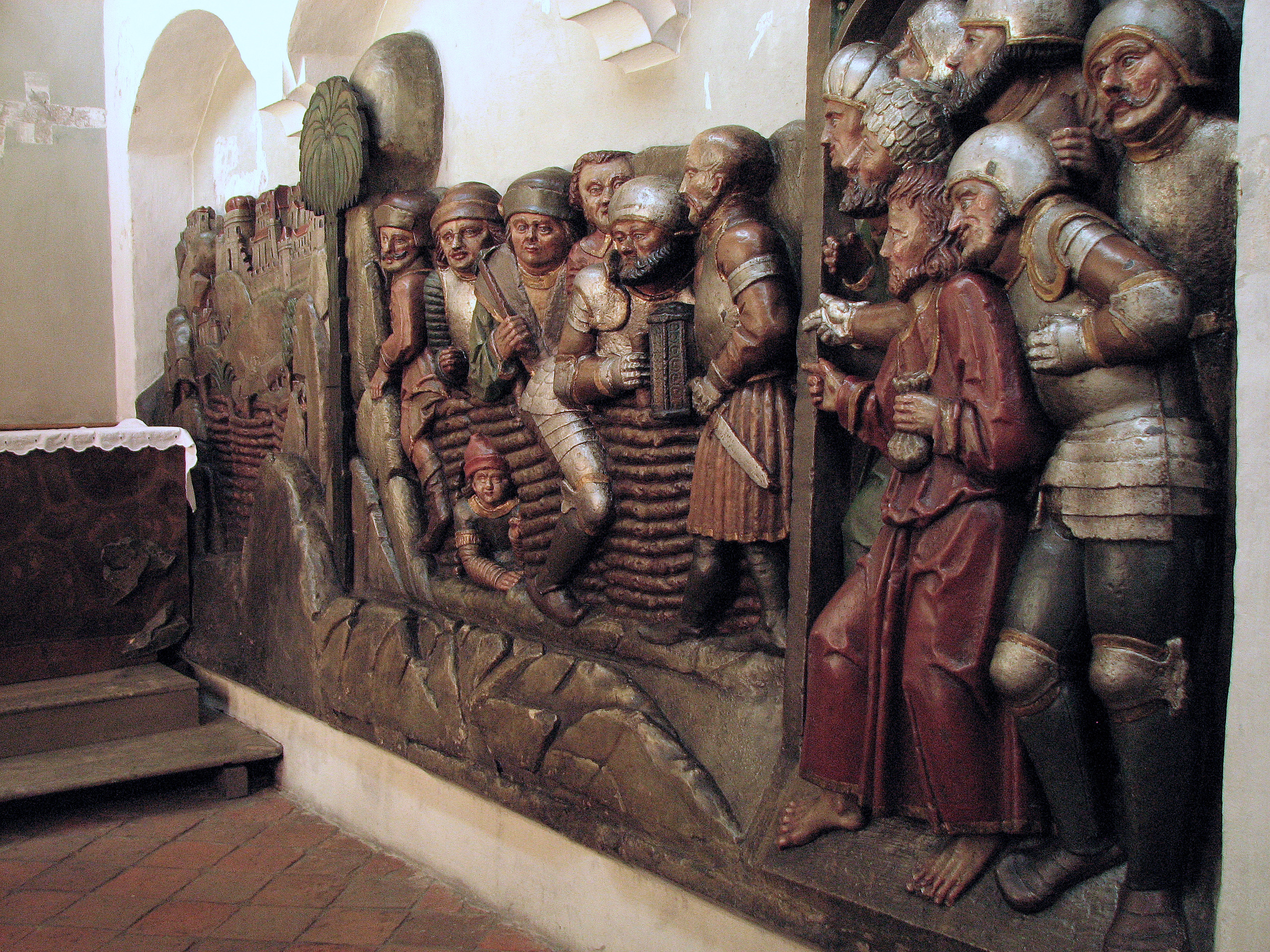
Judas und die Häscher
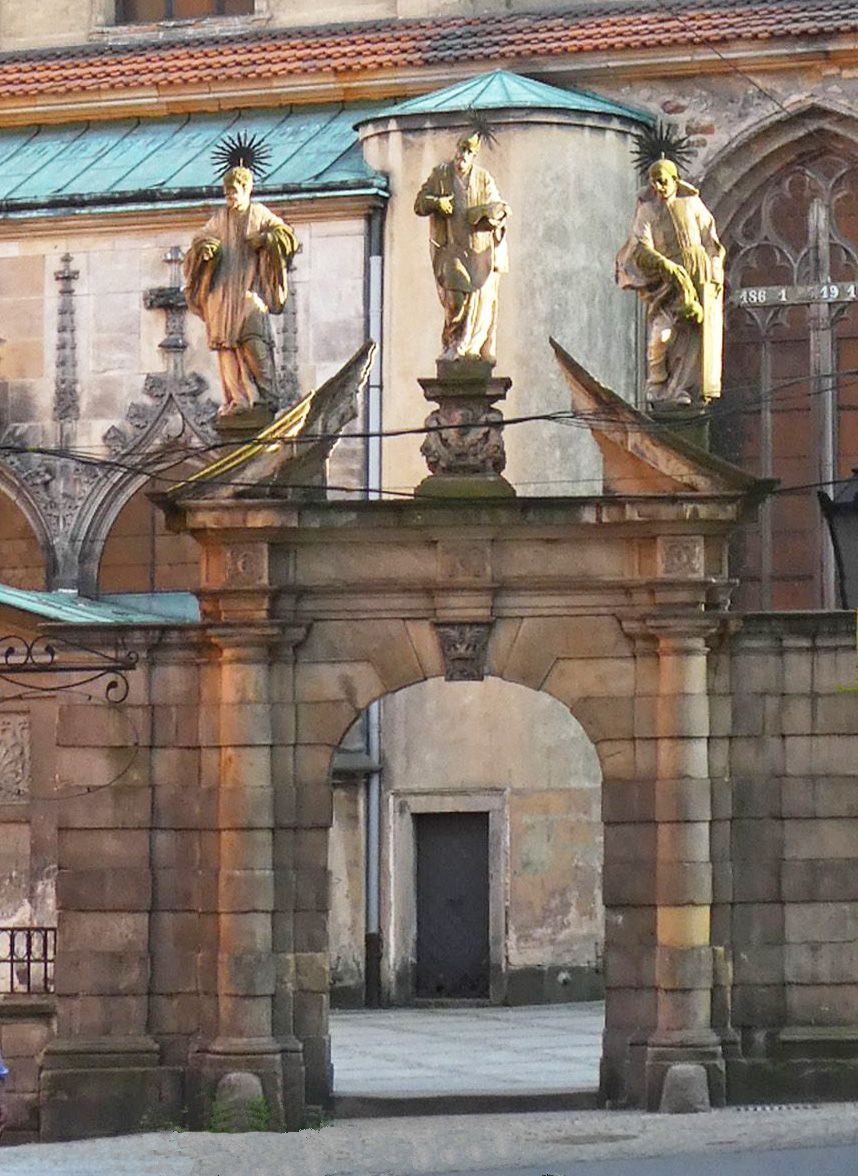
Torbogen

## Orgel
1512 erhielt die Kirche die erste Orgel. 1726 baute Anton Streit eine Orgel hinter dem zweigeteilten Prospekt, den Michael Klahr d. Ä. schuf. Gegen Ende des 19. Jahrhunderts war das Instrument so verschlissen, dass die Reparatur von 1893 durch die Firma Schlag & Söhne aus Schweidnitz einem Neubau gleichkam. Der Klahrsche Prospekt wurde dabei erhalten.
1979 führte die Orgelbaufirma der Gebrüder Broszko aus Tomisław eine Renovierung und Rekonstruktion des Instruments durch, bei der die pneumatische Traktur auf eine elektrische umgestellt und ein zweiter, frei stehender Spieltisch errichtet wurde.
Die Orgel mit 39 Registern auf drei Manualen und Pedal hat folgende Disposition:
| Manual I |              |             |
| 1.       | Prinzipal    | 16′         |
| 2.       | Prinzipal    | 08′         |
| 3.       | Gemshorn     | 08′         |
| 4.       | Gambe        | 08′         |
| 5.       | Doppelflöte  | 08′         |
| 6.       | Oktave       | 04′         |
| 7.       | Gemshorn     | 04′         |
| 8.       | Rohrflöte    | 04′         |
| 9.       | Rauschquinte | 02 ⁄3′ + 2′ |
| 10.      | Cornett III  |             |
| 11.      | Mixtur V     |             |
| 12.      | Trompete     | 08′         |

| Manual II |           |     |
| 13.       | Bordun    | 16′ |
| 14.       | Prinzipal | 08′ |
| 15.       | Rohrflöte | 08′ |
| 16.       | Salicet   | 08′ |
| 17.       | Viola     | 08′ |
| 18.       | Portunal  | 08′ |
| 19.       | Oktave    | 04′ |
| 20.       | Dulcian   | 04′ |
| 21.       | Oktave    | 02′ |
| 22.       | Mixtur IV |     |
| 23.       | Oboe      | 08′ |

| Manual III |            |     |
| 24.        | Prinzipal  | 08′ |
| 25.        | Flöte      | 08′ |
| 26.        | Oktave     | 04′ |
| 27.        | Querflöte  | 04′ |
| 28.        | Piccolo    | 02′ |
| 29.        | Klarinette | 08′ |

| Pedal |                   |         |
| 30.   | Prinzipal-Bass    | 16′     |
| 31.   | Violon            | 16′     |
| 32.   | Subbass           | 16′     |
| 33.   | Quintbass         | 10 2⁄3′ |
| 34.   | Oktave            | 08′     |
| 35.   | Traversflötenbass | 08′     |
| 36.   | Oktave            | 04′     |
| 37.   | Mixtur III        |         |
| 38.   | Posaune           | 16′     |
| 39.   | Trompete          | 08′     |

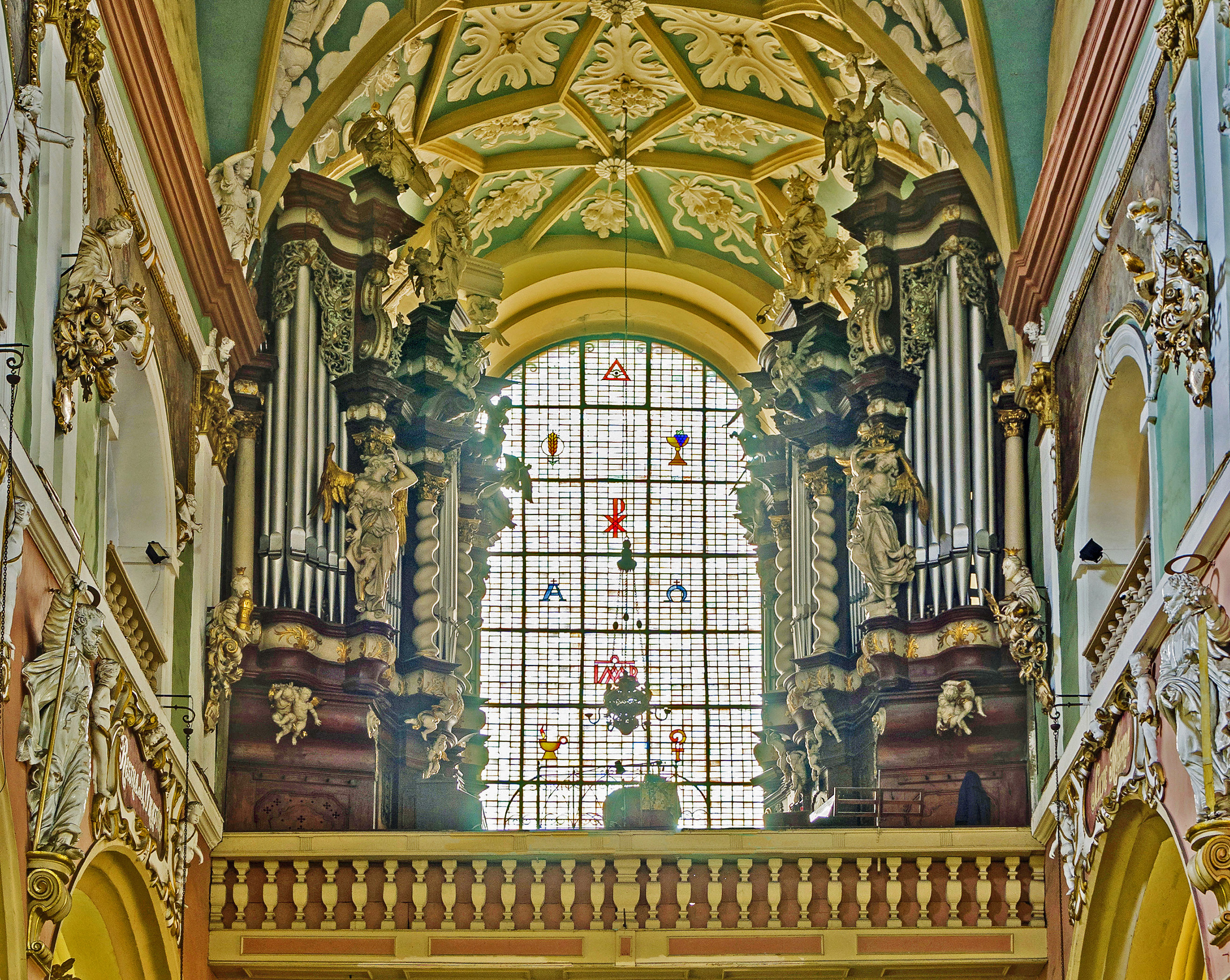
Orgelempore

- Koppeln: II/I, III/I, III/II, I/P, II/P, III/P